# Rajwa Al Saif
Rajwa Al Saif (in arabo رجوة آل سيف, coniugata al-Husayn; Riad, 28 aprile 1994) è la moglie del principe ereditario Husayn di Giordania dal 2023.

## Biografia

### Origini
Rajwa Al Saif è nata a Riad, in Arabia Saudita, nel 1994. Il padre, l'ingegnere civile saudita Khaled Al Saif (1953−2024), era amministratore delegato del conglomerato El Seif Group, attivo nel settore delle costruzioni e degli investimenti.
Attraverso la linea paterna, Rajwa discende da una dinastia di sceicchi sauditi, mentre da parte della madre, Azza Al Sudairi (procugina di re Salman), è imparentata con gli Al Sa'ud. Ultima di quattro figli, ha due fratelli e una sorella: Faisal, Nayef e Dana.

### Istruzione e carriera
Conclusi gli studi secondari in Arabia Saudita, nel 2017 si è laureata con lode in architettura alla School of Architecture dell'Università di Syracuse. Durante l'ultimo anno di università intraprese un soggiorno di studio a Dubai.
Ha terminato gli studi conseguendo una laurea professionale in Visual Communications, presso il Fashion Institute of Design & Merchandising di Los Angeles, città in cui ha lavorato nello studio di progettazione PATTERNS. In seguito è tornata nella sua città natale, per cominciare a lavorare nel campo del design al Designlab Experience.

### Matrimonio
Nell'agosto 2022 venne annunciato il fidanzamento ufficiale con il principe ereditario Husayn ibn 'Abd Allah. Come annunciato dalla Corte Reale Giordana alla fine dello stesso anno, la coppia si è sposata il 1⁰ giugno 2023. Il 10 aprile 2024, è stato annunciato che la coppia era in attesa del suo primo figlio. Il 3 agosto 2024 la corte reale hashemita ha annunciato la nascita della primogenita della coppia, Iman.

### Impegni ufficiali
Nell'ottobre 2022 ha partecipato al suo primo incarico ufficiale, in compagnia del principe Husayn e del prozio di lui, Hassan bin Talal, in visita alla mostra sulla storia giordana organizzata dalla Corte Reale.
Nel 2024 ha accompagnato il principe Husayn nella sua prima visita ufficiale all'estero a Singapore.

## Titoli e trattamento
- 1⁰ giugno 2023 - attuale: Sua Altezza Reale, la principessa Rajwa di Giordania[10][11]